# Xenocrasis badenii
Xenocrasis badenii är en skalbaggsart som beskrevs av Bates 1873. Xenocrasis badenii ingår i släktet Xenocrasis och familjen långhorningar. Inga underarter finns listade i Catalogue of Life.